# Timo Boll
Timo Boll (født 8. marts 1981) er en tysk bordtennisspiller. Under Sommer-OL 2008 i Beijing repræsenterede han Tyskland ved sommer-OL 2008, hvor han vandt sølv i holdturneringen sammen med Dimitrij Ovtcharov og Christian Süß. Ved Sommer-OL 2012 i London vandt han bronze ligeledes holdturneringen.
Under sommer-OL 2020 i Tokyo, som blev afholdt i 2021, blev han elimineret i fjerde runde i single, ligesom han tog sølv i holdkonkurrencen.